# 劉珂 (弘治進士)
劉珂（1456年—？），字公佩，湖廣武昌府興國州人，馬船籍，明朝政治人物。

## 生平
弘治二年（1489年）己酉科湖廣鄉試第四十名舉人。弘治九年（1496年）中式丙辰科會試第二百三十七名，三甲第一百一十九名進士。弘治十一年（1498年），授長洲縣知縣。升太僕寺丞。

## 家族
曾祖劉仕華；祖父劉宗哲；父劉錦，承事郎。母吳氏。永感下。